# Буртеролд Енфрвил
Буртеролд Енфрвил (фр. Bourgtheroulde-Infreville) насеље је и општина у северној Француској у региону Горња Нормандија, у департману Ер која припада префектури Берне.
По подацима из 2011. године у општини је живело 2848 становника, а густина насељености је износила 245,09 становника/km². Општина се простире на површини од 11,62 km². Налази се на средњој надморској висини од 104 метара (максималној 158 m, а минималној 96 m).

## Демографија
| 1962. | 1968. | 1975. | 1982. | 1990. | 1999. | 2011. |
| ----- | ----- | ----- | ----- | ----- | ----- | ----- |
| 708   | 881   | 1.317 | 2.559 | 2.742 | 2.812 | 2.848 |

График промене броја становника у току последњих година